# Fibromelanose

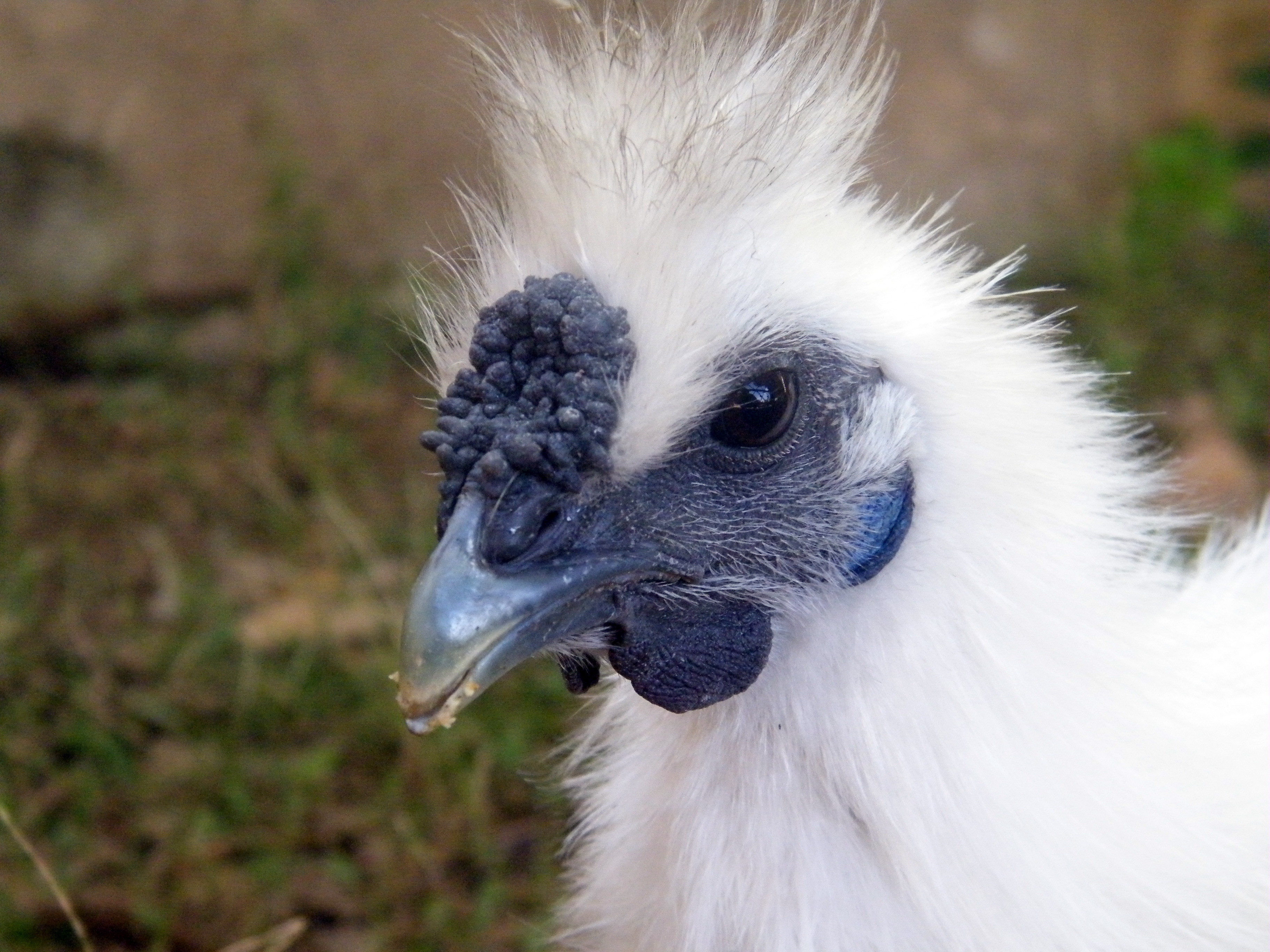
Zijdehoen met zwarte gezichtskleur

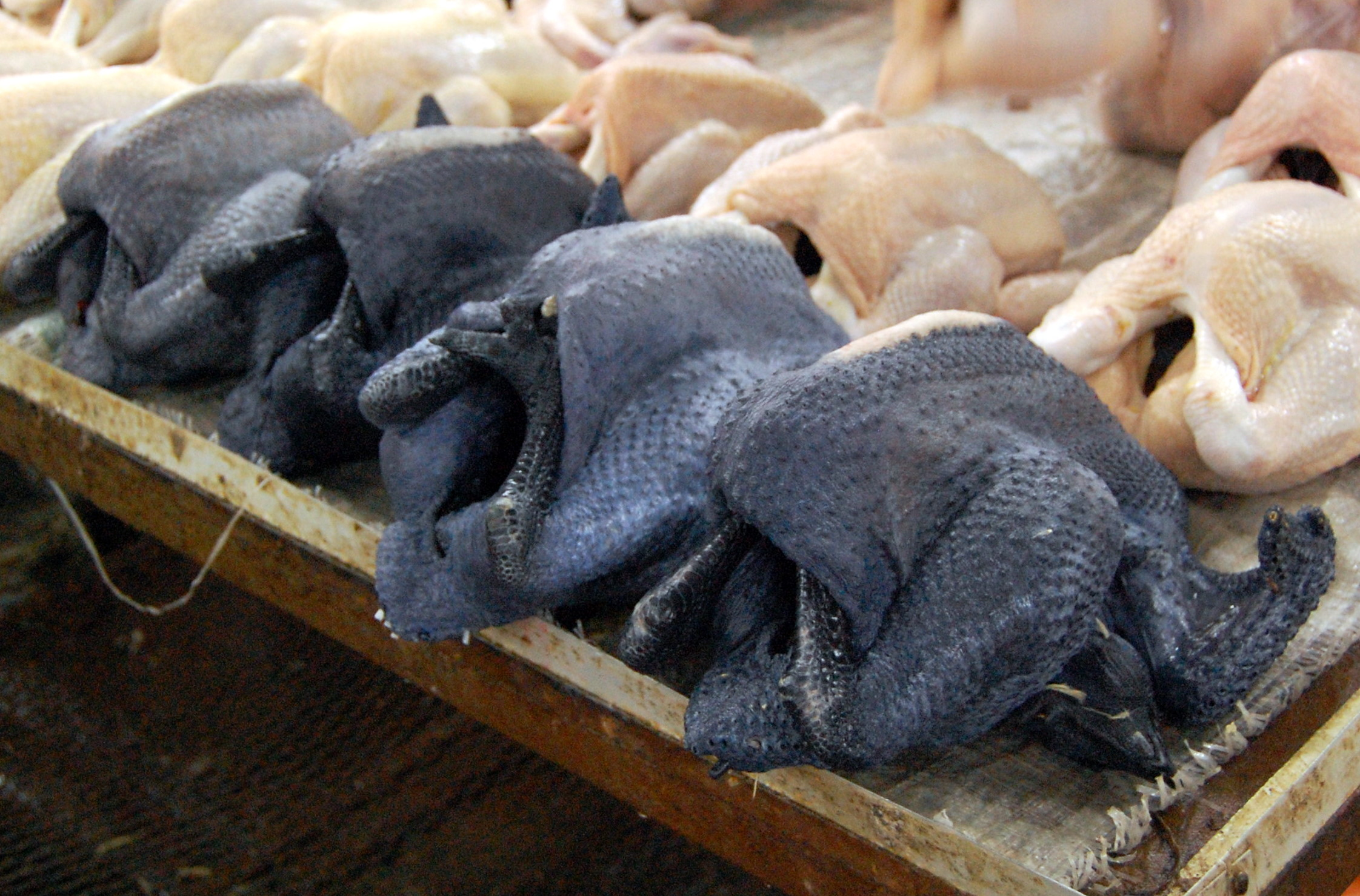
Geslachte fibromelanotische kippen op een Chinese markt

Fibromelanose is een genetische afwijking bij hoenders, die tot een stapeling van donkere pigmenten in verschillende weefsels leidt. Het is een vast kenmerk van verschillende kippenrassen.

## Beschrijving
De veroorzakende semidominant verervende mutatie op chromosoom 20 wordt Fm genoemd en zorgt voor een ophoping van eumelanine in de huid, de ogen, de slijmhuid, het spier- en zenuwweefsel evenals in de botten. De veren kunnen zwart gekleurd zijn, maar kunnen ook van de verkleuring uitgesloten blijven.

## Rassen
Er zijn ongeveer vijfentwintig rassen met fibromelanose bekend. Voorbeelden zijn:
- Zijdehoenders
- Ajam Tjemani
- Zweedse zwarte hoenders
- Kadaknath-hoenders
- Dongxiang-hoenders